# دوري توفالو لكرة القدم 2006
دوري توفالو لكرة القدم 2006 هو موسم من دوري توفالو لكرة القدم. فاز فيه Lakena United ‏.